# Ralf Strogies
Ralf Strogies (* 18. September 1966 in Eisenberg) ist ein ehemaliger deutscher Fußballspieler und späterer -trainer. 

## Sportliche Laufbahn
Der Abwehrspieler, der aber auch als defensiver Mittelfeldspieler eingesetzt wurde, begann seine Karriere 1973 als Jugendlicher bei der BSG Möbelkombinat Eisenberg, bevor er 1982 zum FC Carl Zeiss Jena wechselte. Beim Fußballclub aus der Thüringer Universitätsstadt gelang ihm in der zweitklassigen Liga der Sprung in den überregionalen Bereich des Männerfußballs in der DDR.
1988/89 spielte er für die BSG Elektronik Lobenstein und 1989/90 bei BSG Chemie Ilmenau, bevor er im gleichen Jahr zu Hassia Bingen in die Oberliga Südwest wechselte. 1991 trat er für Eintracht Braunschweig an und wechselte 1992 zum TSV 1860 München, mit dem er von der Bayernliga bis in die Bundesliga aufstieg. In der Saison 1994/95 bestritt Strogies 19 Bundesligaspiele für die Löwen. In seinen insgesamt 92 Zweitligaspielen erzielte er 5 Tore.
Von 1996 bis 1997 spielte er für die Stuttgarter Kickers und im Jahre 2000 ließ er seine Karriere beim FC Millwall ausklingen. Es folgten noch Kurzauftritte bei dem Kreisligisten TSV Wolfschlugen und dem Landesligisten FC Heilbronn II.

## Trainerlaufbahn
Anschließend war er noch als Trainer beim TSV Wolfschlugen und beim SV 03 Tübingen aktiv. Bis 30. Juni 2009 trainierte er die U19-Mannschaft der Stuttgarter Kickers.

## Berufliche Laufbahn
In Esslingen ist der ehemalige Erstligaprofi im Feld der Autovermietung tätig.